# 國際站 (莫斯科地鐵)
莫斯科城站（羅馬化：moskva-citi）是莫斯科地鐵的一個車站。莫斯科城站於2006年8月30日啟用，是菲利線開往莫斯科城的支線的車站，也是該支線最新的車站。
2024年3月31日，该站更名为莫斯科城站
1. ↑  .   [2024-04-10]. （原始内容存档于2024-04-02）.